# Luisa Amelia Alvarado
Luisa Amelia Alvarado (Caracas, 6 de julio de 1935 - Caracas, 2 de enero de 2017) fue una destacada baloncestista y voleibolista venezolana.

## Biografía
Luisa Amelia Alvarado nació en la populosa parroquia de Catia, de la ciudad de Caracas en 1935.
A los 16 años fue llamada a la selección venezolana de baloncesto para los Juegos Bolivarianos realizados en Caracas, en 1951. En esa usta, la selección nacional se alzaría con la medalla de plata. También participó en los Juegos Bolivarianos de 1961, en Barranquilla, y en los Juegos Centroamericanos y del Caribe Centroamericanos de Panamá, en 1970.
Fue una destacada voleibolista, formando parte del equipo Atlántico, una de las divisas capitalinas más populares de su tiempo. Habría dejado mucha historia en ese deporte de no haber sido por su preferencia hacia el baloncesto. 
Su historial registra que jugó básquetbol en 14 campeonatos nacionales. Formó parte de los seleccionados de Bolívar y Miranda, contribuyendo al desarrollo de la disciplina en esas dos regiones, pero su gran divisa fue la del Distrito Federal, con la cual llegó al tope en los Juegos Nacionales de Valencia en 1963 y de Puerto La Cruz en 1965, siendo el factor decisivo en la conquista de los dos títulos nacionales. También vistió los colores del equipo Beverly Hills, en dos etapas, y del Instituto Pedagógico de Caracas.
Fue seleccionad por tres años por el Círculo de Periodistas Deportivos como mejor baloncestista del año.
Su presencia fue importante en los inicios del baloncesto femenino en Bolívar y Miranda, pero especialmente en Caracas lideró momentos significativos, que permitieron superar las crisis generadas en la escasa participación femenina en el deporte y la falta de apoyo para desarrollar las actividades de rutina.
Al dejar la actividad como deportista en ejercicio, se dedicó a entrenar a equipos de baloncesto, con mucho éxito. Durante esa etapa fue entrenadora de baloncesto del Instituto Nacional del Deporte y del Liceo Militar Gran Mariscal de Ayacucho. Fue una atleta disciplinada, de mucho tesón para el entrenamiento y una concentración en el juego que sacó el mayor partido a sus condiciones físicas y a su personalidad. Su pasión por el deporte lo supo transmitir en su faceta como entrenadora de jóvenes.
Fue directiva del gremio hasta que problemas físicos forzaron el retiro definitivo.
Falleció el 2 de enero de 2017 en Caracas.

## Honores
En 1989, el Círculo de Periodistas Deportivos de Venezuela le exaltó al Salón de la Fama del Deporte Venezolano, sitial de honor que comparte al lado de las figuras más relevantes del deporte nacional.